# Kurisakia querciphila
Kurisakia querciphila är en insektsart. Kurisakia querciphila ingår i släktet Kurisakia och familjen långrörsbladlöss. Inga underarter finns listade i Catalogue of Life.